# Baishiya-Höhle

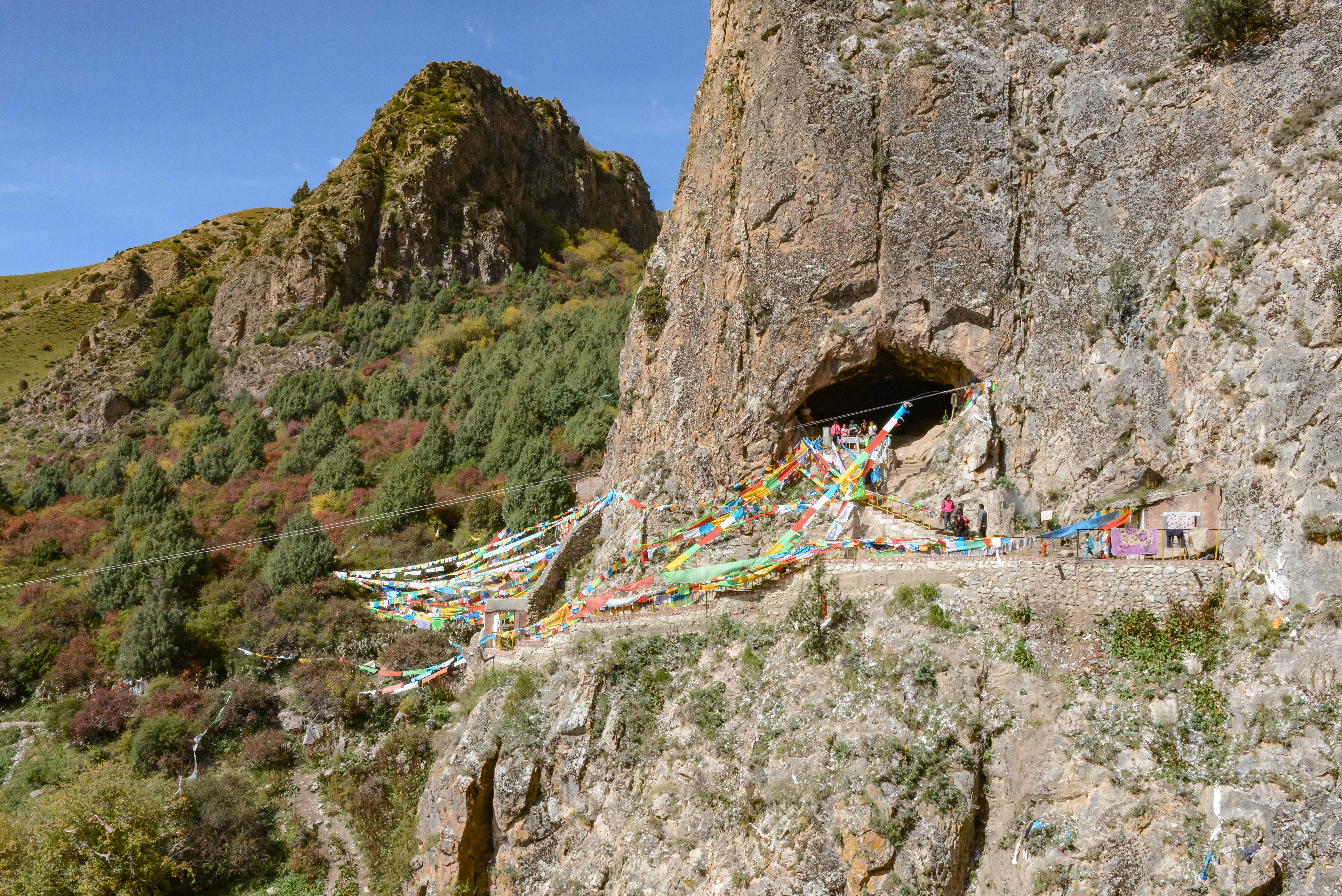
Eingang der Baishiya-Höhle

Die Baishiya-Höhle (白石崖溶洞) ist eine paläoanthropologische und archäologische Fundstätte im nordöstlichen Hochland von Tibet. Sie liegt auf dem Gebiet der Großgemeinde Ganjia im Kreis Xiahe des Autonomen Bezirks Gannan der Tibeter, Volksrepublik China. Die Karst-Höhle wurde im Jahr 2019 international bekannt als Fundort des rund 160.000 Jahre alten Xiahe-Unterkiefers der Denisova-Menschen; dieser Fossilfund war zugleich der erste Nachweis der Denisova-Menschen außerhalb der im Altaigebirge in Sibirien gelegenen Denissowa-Höhle und der älteste bekannte Beleg für die Anwesenheit eines Vertreters der Hominini im Hochland von Tibet.

## Lage
Die Baishiya-Höhle befindet sich auf 3280 Meter Höhe an der Südseite des Dalijia-Gebirges (Dalijia Shan), am Rande des Ganjia-Beckens, in der Nähe der Mündung des Flusses Jiangla in den Yangqu. Über ihr ragt eine hohe, weiße Felswand aus Kalkstein empor.

## Beschreibung
Die aus einer Kalkstein-Formation ausgewaschene Baishiya-Höhle ist mehr als einen Kilometer lang. Hinter ihrem zehn Meter hohen und 20 Meter breiten Eingang öffnen sich mehrere Kammern. Jean-Jacques Hublin, Co-Autor der 2019 publizierten Beschreibung eines in der Höhle gefundenen fossilen Unterkieferfragments, merkte in einem Begleitartikel an, die große, trockene und relativ warme Höhle sei – insbesondere während eiszeitlicher Kältephasen – ein guter Ort zum Leben gewesen.
Seit langem ist die Höhle ein buddhistisches Heiligtum und heute zudem ein beliebter Ausflugsort für Touristen.

## Fossilienfunde

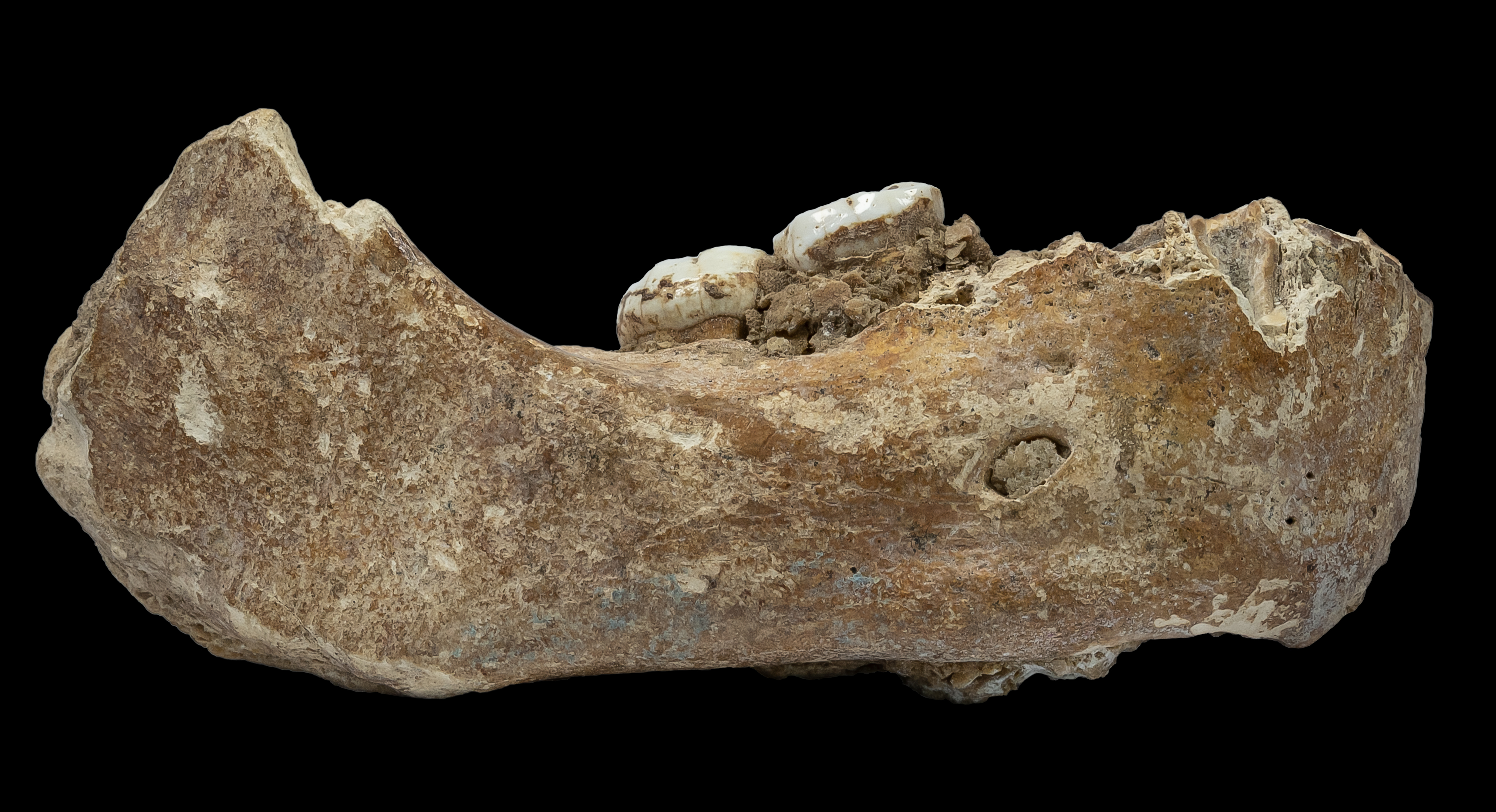
Der Xiahe-Unterkiefer

Die Höhle war seit langem bekannt als Lagerstätte von „Drachenknochen“, die von der lokalen Bevölkerung zermahlen und als traditionelle tibetische Medizin genutzt wurden. Vermutlich weil das Fossil dem Unterkiefer eines modernen Menschen ähnelt, blieb das Xiahe-Mandibulafragment von dieser Nutzung verschont. Ein unbekannter Mönch nahm den Unterkiefer jedoch mit und übergab ihn dem 6. Gungthang Rinpoche des Klosters Labrang, der ihn 1980 der Lanzhou-Universität in Lanzhou zur Verfügung stellte.
Bei Ausgrabungen in der Höhle wurden ab 2016 Steinwerkzeuge und zahlreiche Tierknochen mit Schnittspuren geborgen. Zugleich begann 2016 die wissenschaftliche Untersuchung des Unterkiefers in Kooperation von Forschern der Lanzhou-Universität mit dem Max-Planck-Institut für evolutionäre Anthropologie. Die Max-Planck-Gesellschaft fasste deren Ergebnisse 2019 wie folgt zusammen: „Unsere Proteinanalyse hat ergeben, dass der Xiahe-Unterkiefer zu einer Population gehörte, die eng mit den Denisova-Menschen aus der Denisova-Höhle verwandt war.“ Die Uran-Thorium-Datierung der Kalkkrusten auf dem Unterkiefer ergab ein Alter von annähernd 160.000 Jahren.
Aufgrund der besonderen Merkmale der erhaltenen Backenzähne und ihrer Wurzeln, die von den Gegebenheiten bei Neandertalern abweichen, hoffen die chinesischen Forscher nun, im Bestand der bereits archivierten homininen Fossilien weitere Exemplare identifizieren zu können, die den Denisova-Menschen zuzuordnen sind.
2024 wurden Ergebnisse der Proteinanalyse von 1857 aus der Höhle geborgenen, zumeist nur bruchstückhaft erhaltenen Knochen und Zähnen veröffentlicht. Darunter war das Fragment einer Rippe, deren Herkunft zunächst anhand von Proteinen als hominin und anschließend anhand von rund 4500 Aminosäuren – die von 21 Proteinen stammten – als den Denisova-Menschen zuzuordnen identifiziert wurde. Datiert wurde diese Rippe (das Fossil Xiahe 2) auf rund 48.000 bis 32.000 Jahre. Bei den anhand von Proteinen identifizierten Tierknochen mit Schnittspuren handelte es sich u. a. um die Überreste von großen Tieren wie beispielsweise Hyänen, Ziegen und Steinadlern, aber auch von Nagetieren, Himalaya-Murmeltieren und Tibetischen Wollhasen.

## Weitere Hinweise auf die Anwesenheit von Denisova-Menschen
Im Jahr 2020 wurde in der Fachzeitschrift Science berichtet, dass aus unterschiedlich tiefen Sedimentschichten der Höhle Denisova-DNA geborgen werden konnte. Diesen Analysen zufolge hielten sich Denisova-Menschen vor 100.000, 60.000 und 45.000 Jahren in der Höhle auf.

## Belege
1. 1 2 3  Fahu Chen et al.: A late Middle Pleistocene Denisovan mandible from the Tibetan Plateau. In: Nature. Band 569, 2019, S. 409–412, doi:10.1038/s41586-019-1139-x.
2. 1 2 3   Jean-Jacques Hublin: How We Found an Elusive Hominin in China. Auf: sapiens.org vom 1. Mai 2019.
3. ↑  Denisovaner waren erste Menschenform im Hochland von Tibet. Auf: mpg.de vom 1. Mai 2019.
4. ↑  First fossil jaw of Denisovans finally puts a face on elusive human relatives. Auf: sciencemag.org vom 1. Mai 2019.
5. ↑  Huan Xia et al.: Middle and Late Pleistocene Denisovan subsistence at Baishiya Karst Cave. In: Nature. Online-Vorabveröffentlichung vom 3. Juli 2024, doi:10.1038/s41586-024-07612-9.
 How Denisovans thrived on top of the world: mysterious ancient humans’ survival secrets revealed. Auf: nature.com vom 3. Juli 2024.
6. ↑  Dongju Zhang et al.: Denisovan DNA in Late Pleistocene sediments from Baishiya Karst Cave on the Tibetan Plateau. In: Science. Band 370, Nr. 6516, 2020, S. 584–587, doi:10.1126/science.abb6320.
 Denisovan DNA found in cave on Tibetan Plateau. Auf: sciencemag.org vom 29. Oktober 2020.

Koordinaten: 35° 26′ 53″ N, 102° 34′ 17″ O